# Straff (sport)

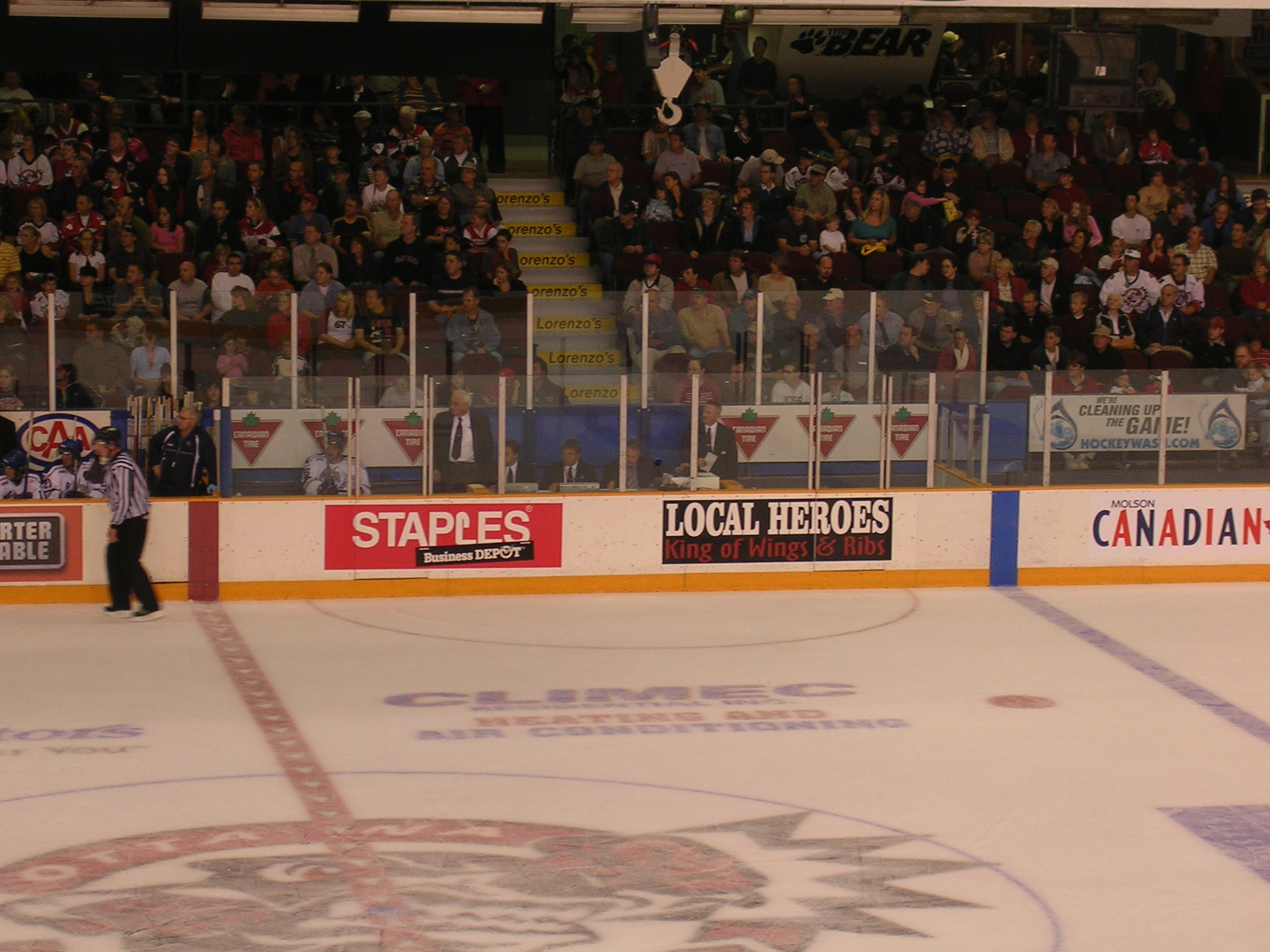
Ishockeyrinkens utvisningsbås.

Ett straff är i tävlingsidrott en påföljd för regelbrott, som är till nackdel för den som bröt mot reglerna.
Några vanliga typer av straff är straffkast (basket, handboll), straffslag (bandy, innebandy, ishockey), straffspark (fotboll), varning, utvisning eller diskvalificering.